# Європейський математичний конгрес
Європейський математичний конгрес (англ. European Congress of Mathematics, ECM) — з'їзд провідних математиків Європи.
Конгрес збирається раз в 4 роки під егідою Європейського математичного товариства (EMS). На церемонії відкриття повідомляються імена лауреатів премій за досягнення в математиці:  
- Премія Європейського математичного товариства присуджується з 1992 року.[4]
- Премія Фелікса Клейна[de] з 2000 року.[5]
- Премія Отто Нейгебауера з 2012 року.[6]

Зміст доповідей і обговорень публікується в матеріалах конгресу.

## Загальний список конгресів
1. 1992: Париж, Франція
2. 1996: Будапешт, Угорщина
3. 2000: Барселона, Іспанія
4. 2004: Стокгольм, Швеція
5. 2008: Амстердам, Нідерланди
6. 2012: Краків, Польща
7. 2016: Берлін, ФРН[7]
8. 2021: Порторож, Словенія[8]
9. 2024: Севілья, Іспанія[9]